# Leonardo Mackey
Leonardo Clyde Mackey Guerrero (Ciudad de México, 9 de diciembre de 1978) es un actor mexicano de televisión.
Los papeles más destacados de su trayectoria en teatro incluyen Oliver Twist de Charles Dickens, con Claudio Brook, El tejedor de milagros (compartiendo escena con Susana Alexander), La boda negra de las alacranas (compartiendo escena con Adriana Roel) —ambas de Hugo Argüelles—, No corro, no grito, no empujo de Gerardo Velázquez, El Rey Lear de William Shakespeare, Obituario de Guillermo Schmidhuber - Dirección de Gonzalo Valdés Medellín (compartiendo escena con Sergio Klainer), Solo en el desierto - Dramaturgia y Dirección de Vicente Ferrer. En cine Corazones rotos dirigida por Rafael Montero, Padres culpables dirigida por Roberto Schlosser, Ocho formas de decir te quiero dirigida por Alejandro Ramírez. En telenovelas destacan Desencuentro, producida por Ernesto Alonso, 
Dos chicos de cuidado en la ciudad producida por Carlos Márquez, Amor en custodia producida por Emilia Lamothe, Noche eterna producida por Fides Velasco, El equipo, producida por Pedro Torres y El señor de los cielos, producida por Telemundo. Además condujo durante 2 años el programa Cero Cero para canal 22.

## Familia y Primeros años
Nació y creció en la Ciudad de México. Su madre, Cheryl Mackey Guerrero, lo impulsó desde pequeño en las artes teatrales poniéndole como ejemplo a su tía abuela Celia Montalván. Inició su carrera a los 7 años en 1985, pero no fue hasta 1988 cuando empezó a ser reconocido en el ámbito profesional.

## Actividad Profesional

### Teatro
| Obra                              | Año              |
| --------------------------------- | ---------------- |
| La pasión de Cristo               | 1985             |
| Cupo limitado                     | 1987             |
| Oliver Twist                      | 1990-1991        |
| La boda negra de las alacranas    | 1992             |
| El viejo de la condesa            | 1994             |
| Las mujeres de Fray Lope          | 1996             |
| Los coyotes secretos de Coyoacán  | 1998             |
| No corro, no grito, no empujo     | 1999             |
| Adele, una leyenda                | 2000             |
| Asfódelos                         | 2002             |
| El tejedor de los milagros        | 2004             |
| Alicia subterránea                | 2004-2005,2012   |
| Canción de Rachel                 | 2006             |
| El Rey Lear                       | 2008             |
| Cosas de niños: Bullying          | 2010             |
| Leo, luego existo                 | 2011-en adelante |
| Don Juan Tenorio                  | 2012 y 2014      |
| Naturaleza Muerta y Marlon Brando | 2013             |
| El siguiente                      | 2014             |
| Como mi papá                      | 2015             |
| Efímeros dragones                 | 2015-2016        |
| Obituario                         | 2017             |
| Cuarto 215, a la misma hora       | 2019             |
| La Duda                           | 2019             |
| Solo en el desierto               | 2022             |

### Cine
| Película                       | Año  |
| ------------------------------ | ---- |
| La reina bárbara               | 1986 |
| Venganza suicida               | 1989 |
| El olor de la sangre           | 1995 |
| Veneno para ratas              | 2000 |
| Padres culpables               | 2003 |
| Corazones rotos                | 2004 |
| Ocho formas de decir te quiero | 2005 |
| La segunda serpiente           | 2006 |
| Recluta                        | 2010 |
| Ni Lima ni Estocolmo           | 2011 |
| La Banca                       | 2011 |

### Televisión
| Programa / Telenovela              | Año       |
| ---------------------------------- | --------- |
| La hora marcada                    | 1989      |
| La telaraña                        | 1987-1990 |
| Mujer, casos de la vida real       | 1987-2001 |
| Desencuentro                       | 1997      |
| Momento de decisión                | 1998      |
| Lo que callamos las mujeres        | 2000-2007 |
| Dos chicos de cuidado en la ciudad | 2004      |
| La vida es una canción             | 2003-2007 |
| Amor en custodia                   | 2006      |
| Noche eterna                       | 2006      |
| Para volver a amar                 | 2010      |
| El equipo                          | 2000-2007 |
| Historias de la Virgen Morena      | 2013      |
| Cero Cero, como conductor          | 2013      |
| El Señor de los Cielos             | 2018      |
| La Guzmán                          | 2019      |

## Premios
| Premio                                               | Otorgado por                                      | Obra                               | Año  |
| ---------------------------------------------------- | ------------------------------------------------- | ---------------------------------- | ---- |
| Premio "Héctor Bonilla" Revelación Masculina del año | Agrupación de Periodistas Teatrales               | La Boda Negra De Las Alacranas     | 1992 |
| Mejor Actor Juvenil                                  | Asociación Mexicana de Críticos de Teatro         | La Boda Negra De Las Alacranas     | 1992 |
| Revelación Masculina del año                         | Unión de Críticos y Cronistas de Teatro           | La Boda Negra De Las Alacranas     | 1992 |
| Mejor Co-Actuación                                   | Asociación Mexicana de Críticos de Teatro         | El Viejo De La Condesa             | 1994 |
| Mejor Actor                                          | Círculo Nacional de Periodistas                   | No Corro, No Grito, No Empujo      | 1999 |
| Mejor Villano                                        | Círculo Nacional de Periodistas                   | Dos Chicos De Cuidado En La Ciudad | 2004 |
| Mejor Co Actuación                                   | Asociación Latinoamericana de Prensa Radio Y T.V. | Alicia Subterránea                 | 2004 |
| Mejor Actor de Comedia                               | Agrupación de Críticos y Periodistas de Teatro    | Cosa De Niños: Bullying            | 2010 |
| Mejor Actor de Monólogo                              | Agrupación de Críticos y Periodistas de Teatro    | El Siguiente                       | 2014 |
| Premio "Carlos Ancira" Mejor Actor de Monólogo       | Agrupación de Periodistas Teatrales               | Solo En El Desierto                | 2022 |